# 达瓦齐
達瓦齊（？—1759年），準噶爾汗国渾臺吉（首領），大策零敦多布之孫。1745年，準噶爾部首領噶爾丹策零染病去世之后，次子策妄多尔济那木扎尔继位。长子喇嘛达尔扎与弟弟争位，杀死策妄多尔济那木扎尔。达瓦齐和輝特部台吉阿睦尔撒纳密谋拥立噶尔丹策零第三子策妄達什为渾臺吉，被喇嘛達爾扎察覺，二人出奔哈萨克汗国。1750年，趁喇嘛达尔扎不备，達瓦齊偷袭伊犁，杀死达尔扎，达瓦齐继为渾臺吉。不久，達瓦齊与阿睦尔撒纳因互相猜忌而反目成仇。阿睦爾撒納被達瓦齊軍隊打敗，不得已於乾隆十九年（1754年）率部降清。
乾隆二十年（1755年）春，在阿睦爾撒納的帶領下，清廷派出兩路大軍直搗伊犁，準噶爾之役開始。以班第為定北將軍，阿睦尔撒纳为定邊左副將軍出北路；以定西将军永常出西路，鄂容安、萨赖尔为副，征讨达瓦齐。達瓦齊逃離伊犁，屯兵格登山（在今昭苏縣），準噶爾降將阿玉锡率兵夜袭格登山大营，準噶爾軍崩溃。达瓦齐南逃乌什，被乌什伯克霍集斯擒獲，將他與藏匿在準噶爾的青海台吉罗卜藏丹津一併縛獻清軍大營。達瓦齊被送至北京向乾隆皇帝献俘。不久達瓦齊遇赦，被清廷封为綽羅斯和碩親王，留居北京，隨侍乾隆皇帝左右。二十一年（1756年）八月，清廷將達瓦齊舊有屬民全部賞還達瓦齊。二十四年（1759年），達瓦齊病逝，乾隆皇帝賞給治喪銀一千兩，以其子羅布扎降襲为郡王。
至中華民國初年，達瓦齊五世孫唐古色仍襲封綽羅斯固山貝子，為中華民國第一屆國會參議員。

## 妻子
- 嫡福晉，愛新覺羅氏，原理亲王弘皙的第十二女。乾隆二十一年二月二十七日，绰罗斯和硕亲王达瓦奇与多罗格格成婚[3]。達瓦齊去世後，守寡近四十年。

### 书籍
- 《清史稿》

| 前任： 喇嘛达尔扎 | 準噶爾汗国浑台吉 1752年－1755年 | 斷絕          |
| 新頭銜            | 綽羅斯和碩親王 1755年－1759年   | 繼任： 羅布扎 |